# Мишел дьо Серто
Мишел дьо Серто (на френски: Michel de Certeau) е френски историк, антрополог, културолог, социален философ, член на Обществото на Исус.

## Биография
Роден е на 17 май 1925 година в Шамбери, Франция. Завършва средно образование в родния си град. След получаването на бакалавърска и магистърска степен по класическа филология и философия в университетите на Лион, Гренобъл и Париж, се заема с изучаване на религията в семинарията в Лион, където през 1950 г. бива приет в йезуитския орден. Влизайки в Обществото на Исус, Серто се надява, че ще замине като мисионер в Китай. В годината, когато е посветен в духовен сан (1956), Серто става един от учредителите на списание „Christus“, с което ще се ангажира в течение на целия си живот.
През 1960 г. получава степен доктор по богословие в Сорбоната, след като защитава дисертация на тема „Мистическите писания на йезуита Жан-Жозеф Сюрен (1600 – 1665)“.
Преподавателската кариера на Серто се развива в няколко университета: в Женева, Сан Диего и Париж. През 70-те и 80-те години на ХХ век публикува редица трудове, показващи задълбочения му интерес към мистицизма, феноменологията и психоанализата. Привлича силно общественото внимание след отпечатването на статия, критично настроена към майските събития във Франция през 1968 г.
Голямо влияние върху изследователската му работа оказват на първо място Зигмунд Фройд и Жак Лакан, който заедно с Дьо Серто, стои в основите на неформалното Фройдистко училище в Париж.
Умира на 10 януари 1986 година в Париж на 60-годишна възраст.

## Трудове

### „Изобретяване на всекидневието“
Най-популярният и влиятелен труд на Дьо Серто е книгата му „Изобретяване на всекидневието“. В него той събира на едно място разностранните си научни интереси, за да развие теорията за продуктивната и изтощителна дейност, присъща на всекидневния живот. Според теорията на Дьо Серто всекидневният живот се отличава от другите практики на всекидневното съществуване по това, че е повтарящ се и несъзнателен.
Особено внимание Дьо Серто отделя на различаването на понятията „стратегия“ и „тактика“. Серто свързва понятието „стратегия“ с институциите и структурите на властта, докато „тактиката“ според него се употребява от личността в стремежа ѝ да си създаде свободно лично пространство в средата, която е доминирана от стратегиите. В често цитираната глава „Ходения в града“ той описва понятието „град“ като „концепт“, който е произведение на стратегическото манипулиране от органите на правителството, корпорациите и другите обществени институции, които произвеждат нещо като карти, опасващи града като дебела черна следа, видима от птичи полет. В своите теоретични произведения Дьо Серто се опитва да подчертае пътя, по който личността е направлявана постоянно несъзнателно: от улиците на града до литературните текстове.
Централната опозиция в главата „Ходения в града“ е демонстрирана чрез поглед към града отгоре, от реален (небостъргач) или въображаема (на картина, карта, архитектурен проект) височина, която дава графична представа за живота в града, за това как жителите му усвояват неговите пространства в противоборство с видимия урбанистичен ред, създаден от управляващите инстанции. Въвеждайки „практиките“ на овладяване на града – „обхождане“, „разглеждане“, „назоваване“ на града – Дьо Серто, преминавайки от описанието на собствените си субективни впечатления към исторически отпратки и семиотичен анализ, изобразява пространството като място на борба на „тактики“ и „практики“ на социалните агенти на структурите на властта.

### „Историята като писмо“
„Историята като писмо“ (L’Ecriture de l’Histoire) е труд на Мишел дьо Серто, преведен на английски едва след неговата смърт, но веднага съсредоточил отново вниманието върху името му в академичната общност. В него Дьо Серто анализира проблема за отношенията на историята и религията, като обръща внимание на връзката на историята на писмеността, легитимирането на политическата власт и „западната“ традиция в историята да се включва закон за писмено общуване като инструмент на колониализма.